# Glacier Express
Glacier Express (česky možno volně přeložit jako Ledovcový expres) je švýcarský horský turistický vlak. Od roku 1930 spojuje po úzkorozchodných tratích rozchodu 1000 mm Svatý Mořic, Chur, Disentis/Mustér, Andermatt, Brig a Visp s Zermattem. Projíždí přitom kantony Graubünden, Uri a Valais. Vlak dostal jméno „ledovcový“, protože jeho trasa je vedena po nejvýše položených úzkorozchodných tratích v blízkosti některých velkých švýcarských ledovců. Vzhledem k velkému zájmu jezdí v letní sezóně až tři páry těchto vlaků denně.
Glacier Express je často označován jako „nejpomalejší rychlík na světě“. Částečně dostává svému názvu tím, že zastavuje jen v turisticky významných stanicích. Za přibližně osm hodin vlak na trase dlouhé 291 kilometrů překoná 291 mostů, 91 tunelů a 2033 metrů vysoký průsmyk Oberalp u pramene Rýna. Dále projíždí Rýnskou soutěskou. Mezi Thusis a Svatým Mořicem jede vlak, stejně jako Bernina Express, po Albulské dráze (zapsané na seznamu světového dědictví UNESCO), která projíždí pod průsmykem Albula stejnojmenným vrcholovým tunelem. Průsmyk Furka byl až do roku 1981 také průjezdný vrcholovým tunelem, který však byl sjízdný pouze v létě. Od otevření úpatního tunelu Furka v roce 1982 je možný celoroční provoz.
V prosinci 2012 byla v oficiálním jízdním řádu Švýcarska jako kategorie vlaku definována zkratka GEX, kterou železnice používaly již delší dobu, od prosince 2019 jsou však všechny švýcarské panoramatické vlaky, včetně Glacier Expressu, označovány jako Panorama Express (PE).

## Historie a vývoj provozu
Dne 25. června 1930 v 7:30 ráno vyjel z Zermattu první ledovcový expres se 70 pozvanými hosty a do Svatého Mořice dorazil po necelých jedenácti hodinách. Vlaky, které dnes tuto vzdálenost ujedou za podobně dlouhou dobu kvůli mezizastávkám, spojování a rozpojování částí vlakové soupravy a podobně, se často označují jako „původní“ ledovcový expres. Zavedení vlaku bylo umožněno otevřením spojovací trati Visp–Brig 6. června 1930, což umožnilo přímé spojení Svatého Mořice a Zermattu bez nutnosti přestupu. O čtyři roky dříve (4. července 1926) byla otevřena trať přes průsmyky Furka a Oberalp.

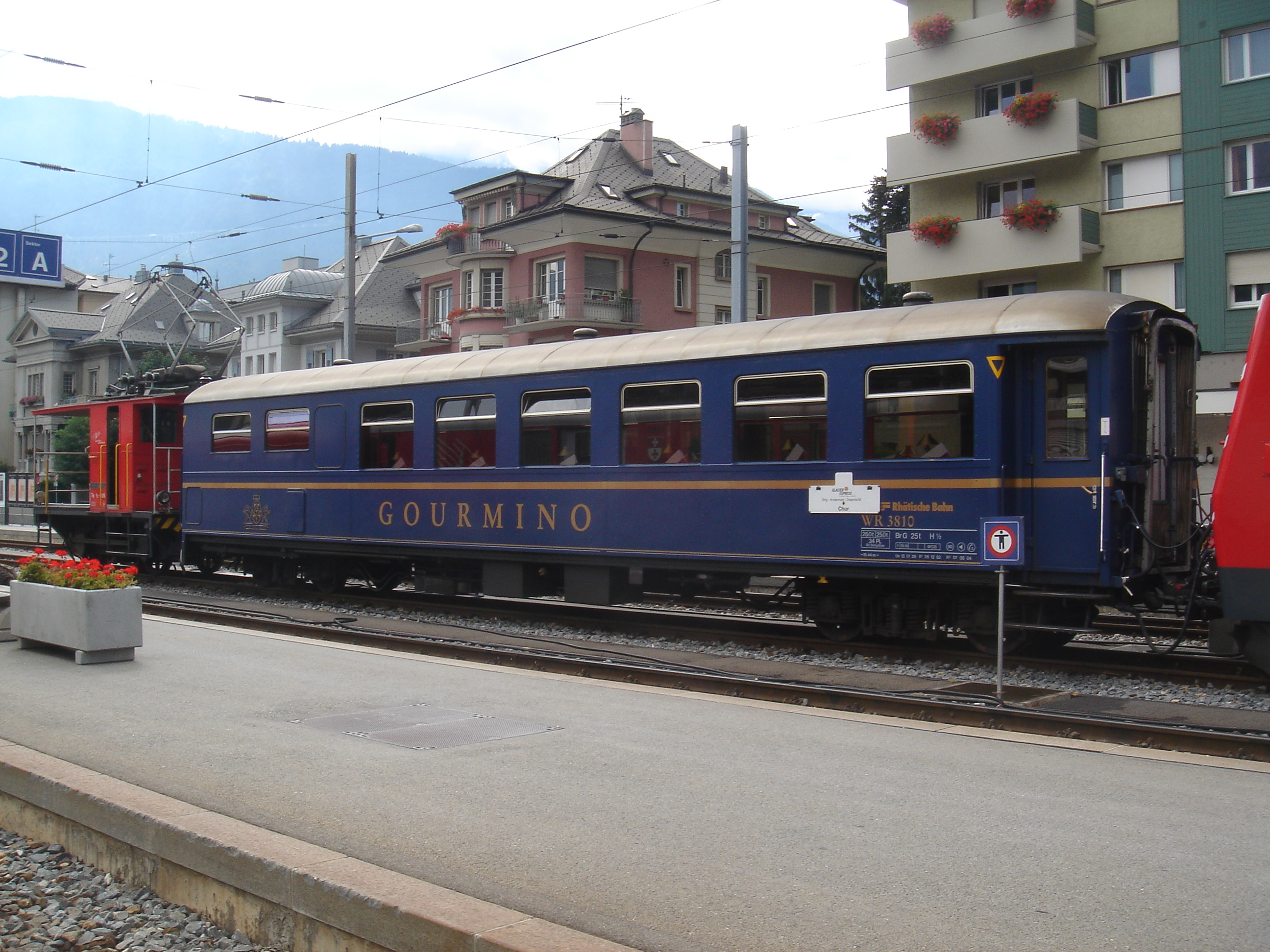
Historický jídelní vůz Glacier Expressu

Tři švýcarské železniční společnosti, Rhétská dráha (RhB), Furka-Oberalp-Bahn (FO) a Visp-Zermatt-Bahn (VZ) chtěly s ledovcovým expresem navázat na tradici luxusních vlaků, jejíž rozvoj přerušila první světová válka. Salonní vůz číslo 61 (dnes 1161), který RhB použila pro první jízdu, byl však příliš těžký pro každodenní provoz po rampách vybavených ozubnicí. Místo toho VZ a FO poskytly své vozy řady AB4ü, které vážily pouhých 14 tun. Od počátku však vlaky vozily také vozy třetí třídy a od roku 1956 i vozy druhé třídy. Od roku 1931 se v rámci možností používaly (přestavěné) vozy s uzavřenými plošinami a měchy. Jídelní vozy, které uvedla do provozu v letech 1929 a 1930 společnost Mitropa, bylo možné používat pouze na úseku Rhétské dráhy, tedy ze Svatého Mořice do Disentisu a zpět. Důvodem bylo to, že až do roku 1942 jezdila FO stále v parní trakci, zatímco RhB a VZ již jezdily v trakci elektrické. Ve 30. letech 20. století byly hnacími vozidly vlaku tzv. „krokodýli“ RhB (řada Ge 6/6I), parní lokomotivy FO a „malí krokodýli“ VZ. Provoz ledovcového expresu v parní trakci skončil v roce 1942, s koncem parního provozu na železnici Furka-Oberalp. Během válečných let od roku 1943 až do roku 1946 musel být provoz ledovcového expresu přerušen, protože do Švýcarska nejezdili zahraniční turisté. Po obnovení provozu v roce 1947 bylo možné jezdit v elektrické trakci v celé trase a jídelní vůz mohl projíždět až k Oberalpskému jezeru nebo do Andermattu, kde byl přepojen na protijedoucí vlak. Od roku 1961 se používaly nové vozy lehké ocelové konstrukce a od roku 1968 jezdil vlak kromě jídelního vozu výhradně s těmito vozy, čímž se vlak opticky sjednotil do červené barvy. Díky popularitě ledovcového expresu začaly od 70. let 20. století častěji jezdit i dva páry vlaků denně.

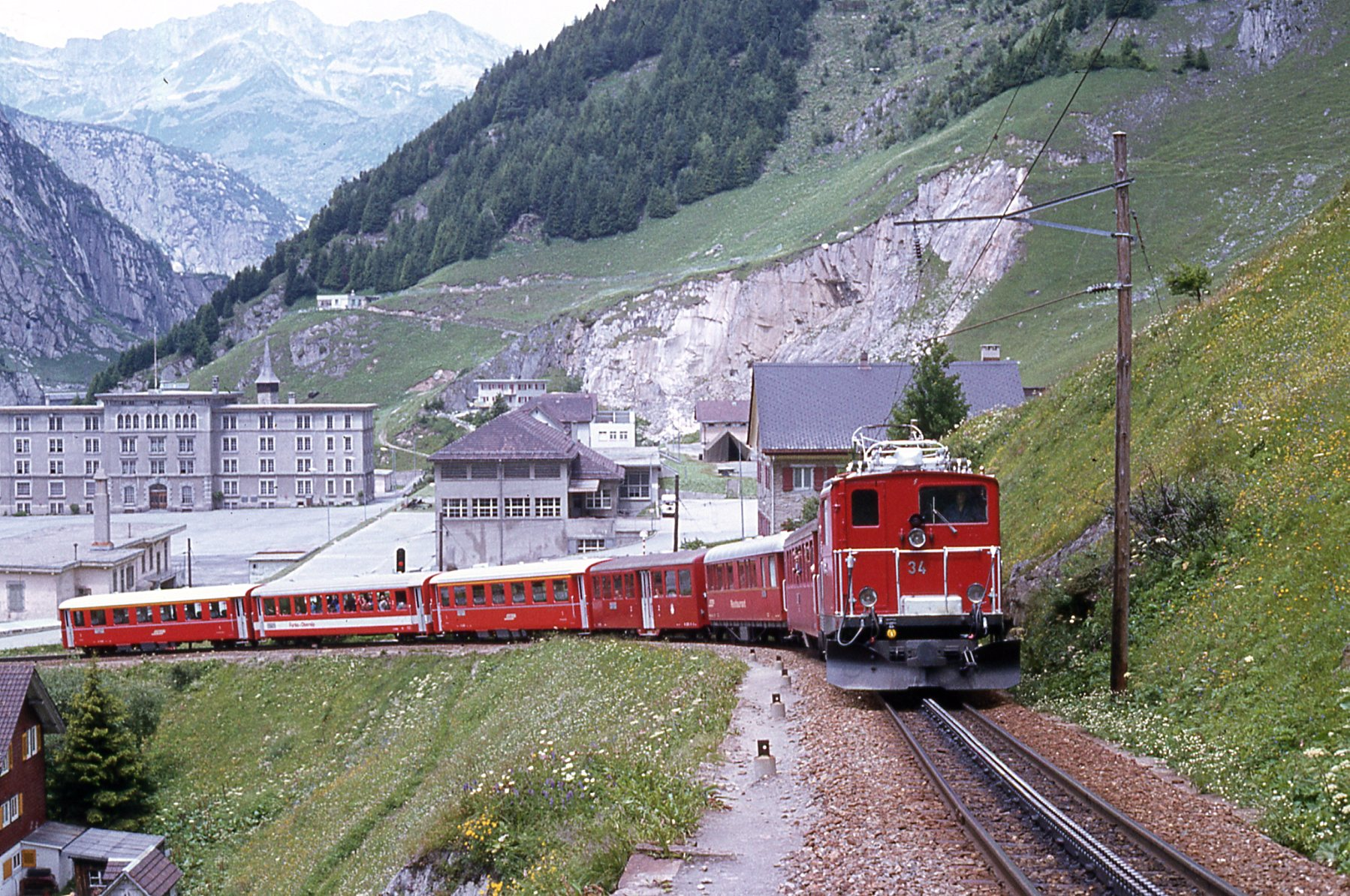
Glacier Express v roce 1980

Až do roku 1981 jezdil ledovcový expres vrcholovým tunelem Furka v nadmořské výšce 2162 metrů. Horský úsek z Oberwaldu do Realpu však bylo možné využívat jen zhruba čtyři měsíce v roce, a to v létě; po zbytek roku byl provoz na trati kvůli povětrnostním podmínkám zastaven. Tato trať však dala vlaku jméno, protože z vlaku byl vidět Rhonský ledovec (francouzsky Glacier = ledovec).
V červnu 1982 byl otevřen úpatní tunel Furka, který umožnil celoroční provoz, avšak od té doby již cestující nemohou z vlaku vidět Rhonský ledovec. Dnes je stará horská trať v majetku spolku parní železnice Dampfbahn Furka-Bergstrecke, která ji postupně znovu uvedla do provozu a od 12. srpna 2010 na ní po 28leté přestávce opět nepřetržitě jezdí. Používají se pouze historické lokomotivy a vozy.

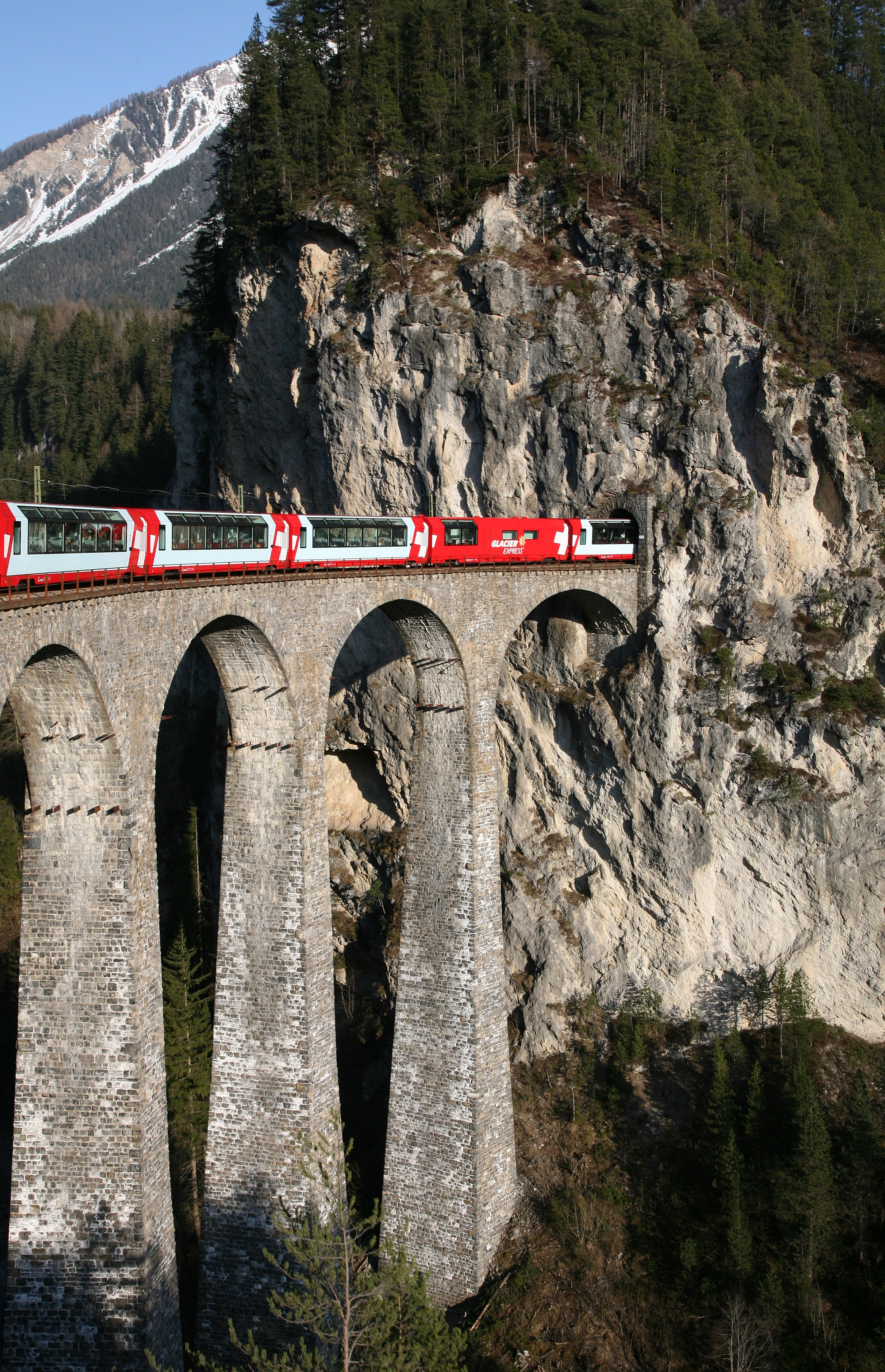
Nové panoramatické vozy při přejezdu viaduktu Landwasser

Až do roku 1981 se ledovcový expres skládal z přímých vozů Svatý Mořic – Zermatt a Chur – Zermatt a zpět, které jezdily jako samostatný vlak pouze v oblasti dráhy Furka-Oberalp. Od roku 1982 zaznamenal expres masivní nárůst cestujících, bylo vypravováno více vlaků nebo přímých vozů. V roce 1993 byla poprvé použita souprava složená výhradně z panoramatických vozů. Tento vlak nabízel pouze první vozovou třídu.
K 1. lednu 2003 došlo ke sloučení původně samostatných drah Furka-Oberalp-Bahn a Brig-Visp-Zermatt Bahn pod novou železniční společnost Matterhorn Gotthard Bahn (MGB). Od tohoto data tak vlak provozují pouze dvě železniční společnosti (MGB spolu s Rhétskou dráhou).
Po pořízení nových panoramatických vozů od firmy Stadler Rail, dodávaných od roku 2006, je v hlavní sezoně nabízeno několik vlaků denně s panoramatickými vozy v první i druhé třídě. Oběd se cestujícím podává v nových vozech přímo na jejich místě. V novějších vozech jsou cestující informováni o zajímavých detailech trasy prostřednictvím sluchátek a průvodců v šesti různých jazycích (německy, anglicky, francouzsky, japonsky, čínsky a italsky).
Dne 23. července 2010 došlo mezi stanicemi Lax a Fiesch Feriendorf v důsledku překročení rychlosti k nehodě, při níž vykolejily tři vozy ledovcového expresu a dva z nich se převrátily (viz níže). Jedna cestující zemřela a 42 osob bylo zraněno, z toho dvanáct vážně.
V létě 2008 byla koncepce provozu opět mírně upravena. Vlaky nebo skupiny vozů již nejezdily pouze z/do Churu. Ráno vyjel ze Svatého Mořice vlak s jedenácti panoramatickými vozy a jídelním vozem. V Disentisu byl vlak rozdělen a každý ze šesti vagonů pokračoval jako samostatný vlak do Zermattu. Dalších šest panoramatických vozů následovalo ze Svatého Mořice připojených na běžném rychlíku do Churu. Tam byly spojeny se čtyřmi panoramatickými vozy a v případě potřeby s dalšími běžnými vozy pro skupiny cestujících, které přijely jako samostatný vlak z Davosu přes Filisur do Churu. Také tento vlak byl v Disentisu rozdělen a do Zermattu jezdil jako dva vlaky. V případě potřeby jezdila jedna skupina vozů, případně s jídelními vozy, jako přímý vůz v pravidelných vlacích ze Svatého Mořice do Disentisu, odkud byla vedena jako pátý vlak do Zermattu. V opačném směru fungoval provoz v zásadě stejně, avšak v obráceném schématu. Jízdní řád hlavní sezony platil od poloviny června do konce září. Všech 42 dostupných panoramatických vozů bylo využito v provozu, žádná rezerva nebyla k dispozici. Od poloviny května do poloviny října jezdily pouze vlaky do Svatého Mořice. Od změny jízdního řádu v prosinci až do poloviny května platil zimní jízdní řád s pouze jedním vlakem v každém směru.
Od roku 2009 jezdí v zimě dva páry vlaků. Díky zvýšenému počtu 50 panoramatických vozů mohou být v létě nabízeny tři páry vlaků mezi Zermattem a Svatým Mořicem s cateringem; čtvrtý pár vlaků mezi Zermattem a Davosem má klasický jídelní vůz (poprvé až do Zermattu). Jízdní řád zůstal téměř stejný jako v roce 2008. Základní soupravu Glacier Expressu tvořilo v tomto období šest vozů:
- jeden panoramatický vůz první třídy s bezbariérovou toaletou (Api).
- panoramatický vůz první třídy (Ap)
- jeden panoramatický vůz s kuchyní/barem (WRp) nebo jeden klasický jídelní vůz (WR)
- tři panoramatické vozy druhé třídy (Bp)

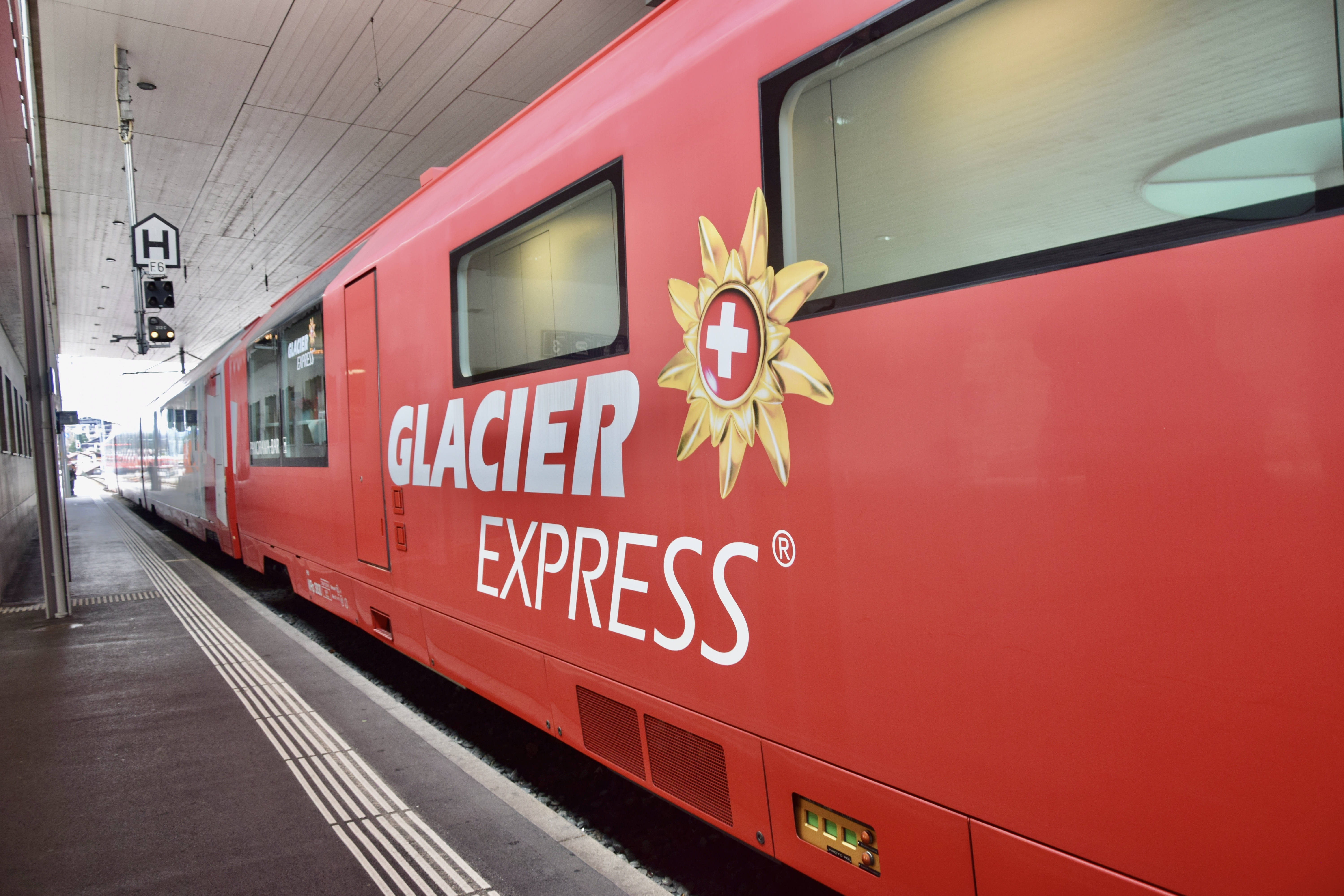
Nový jídelní vůz se znakem Glacier Expressu – květem plesnivce alpského

Rozdíl mezi první a druhou třídou je v počtu sedadel v jedné řadě. Ve druhé třídě jsou v každé z nich dvě sedadla (2+2), zatímco v první třídě jsou dvě sedadla a jedno sedadlo v řadě (2+1). Na síti tratí Matterhorn Gotthard Bahn tvořil základní soupravu vlak tažený lokomotivou řady HGe 4/4 II. Na síti Rhétské dráhy byly dvě základní soupravy spřaženy do jednoho vlaku, nebo byla základní souprava připojena k pravidelnému osobnímu vlaku. Pouze vlaky z Davosu jezdily do/z Churu pouze se základní soupravou.
To znamená, že čtyři vlaky (902, 904, 906, 908) vyjely z Zermattu mezi 9:00 a 10:13. V Disentisu byly vlaky 902 a 904, resp. 906 a 908 spojeny dohromady. V Churu se 902 a 904 opět rozdělily; 904 byl připojen k RegioExpressu RE 1149 a jel s ním do Svatého Mořice (příjezd 16:58). Krátce poté odjel spoj 902 do Davosu (příjezd 16:48). Vlaky 906 a 908 byly spojeny přes Chur do Svatého Mořice (příjezd 17:42). V opačném směru byl postup přesně opačný. Vlaky 905 a 907 jezdily v soupravě ze Svatého Mořice do Disentisu, 909 s RE 1132 do Churu a s vlakem 911 do Disentisu. Čtyři vlaky dorazily do Zermattu mezi 16:52 a 18:31. Pár vlaků 904/909 jezdil pouze od června do září, pár vlaků 902/911 z Davosu od poloviny května do konce září a další dva páry vlaků od poloviny května do konce října.
Od léta 2012 se jízdní řády mírně změnily. Odjezd ze Zermattu byl naplánován na 8:52 až 9:59, příjezd do Svatého Mořice v 16:58 a 18:10. Odjezd ze Svatého Mořice byl naplánován na 9:15 a 10:02, příjezd do Zermattu mezi 17:00 a 18:32.
I přes dočasně vysokou poptávku se nepodařilo dostatečně vytížit všechny čtyři páry vlaků. Vlak do Davosu proto jel naposledy v roce 2013. Od roku 2014 jezdí mezi Churem a Svatým Mořicem vždy tři vlaky v hodinových intervalech v obou směrech, a to vždy jako skupina přímých vozů, připojených k vlaku kategorie RegioExpress. To znamenalo, že některé staré vozy se staly nadbytečnými. Z jídelních vozů RhB si moderní vůz WR 3815 ponechal brzdové ústrojí; slouží jako rezerva pro případ poruchy jednoho ze šesti pravidelně nasazovaných vozů.
Pro sezónu 2018 byla koncepce provozu opět zásadně přepracována, přičemž některé úpravy vstoupily v platnost až v roce 2019. Kromě šestivozových vlaků jsou nyní k dispozici i pětivozové vlaky a vedení vlaku jako zcela zvláštního spoje v celé trase se stalo pravidlem. Pro cesty z Churu, Andermattu a Brigu jsou nabízeny dřívější a pozdější spoje. Jednotlivé soupravy absolvují cestu tam i zpět ve stejný den.

## Trasa

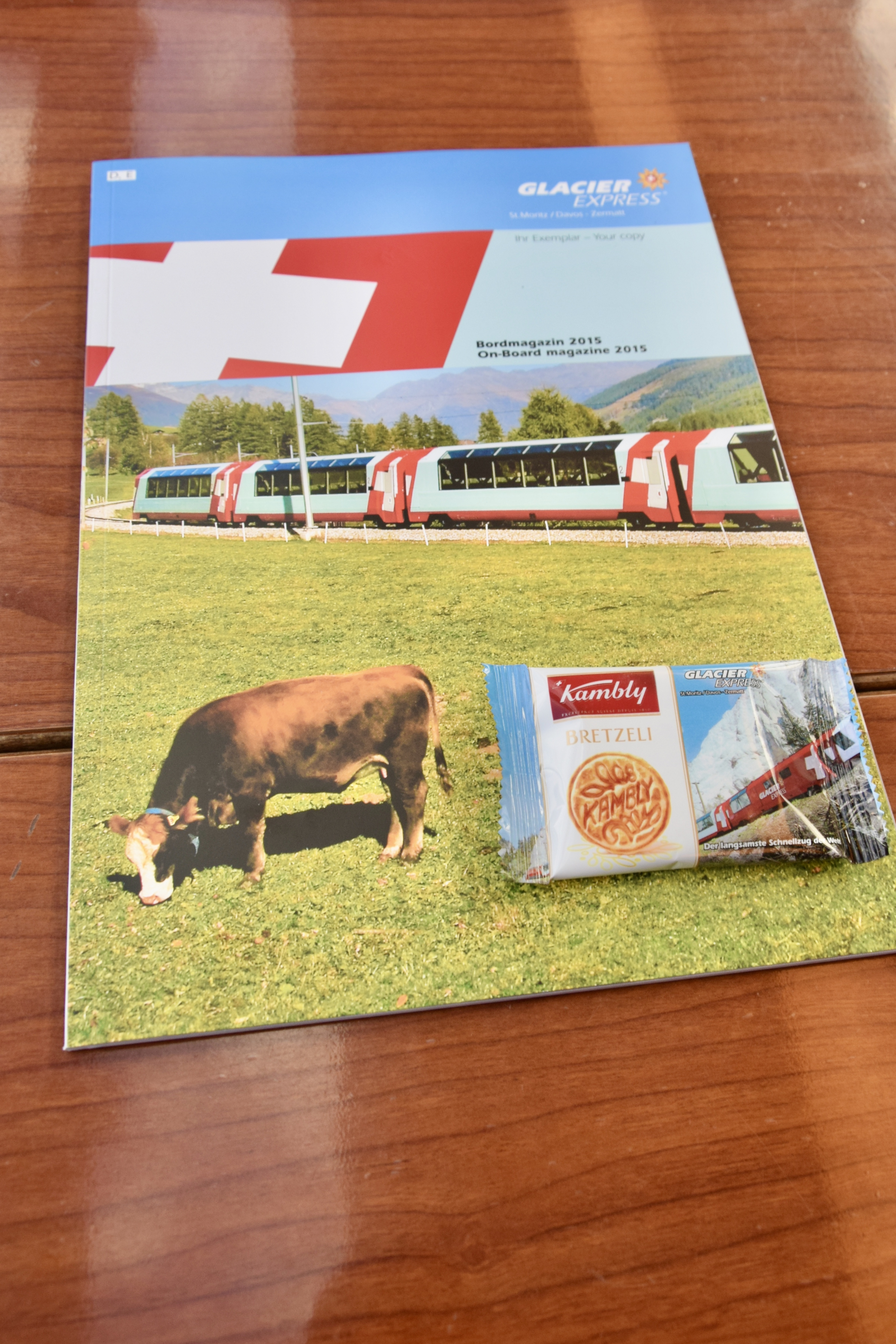
Palubní průvodce Glacier Expressu

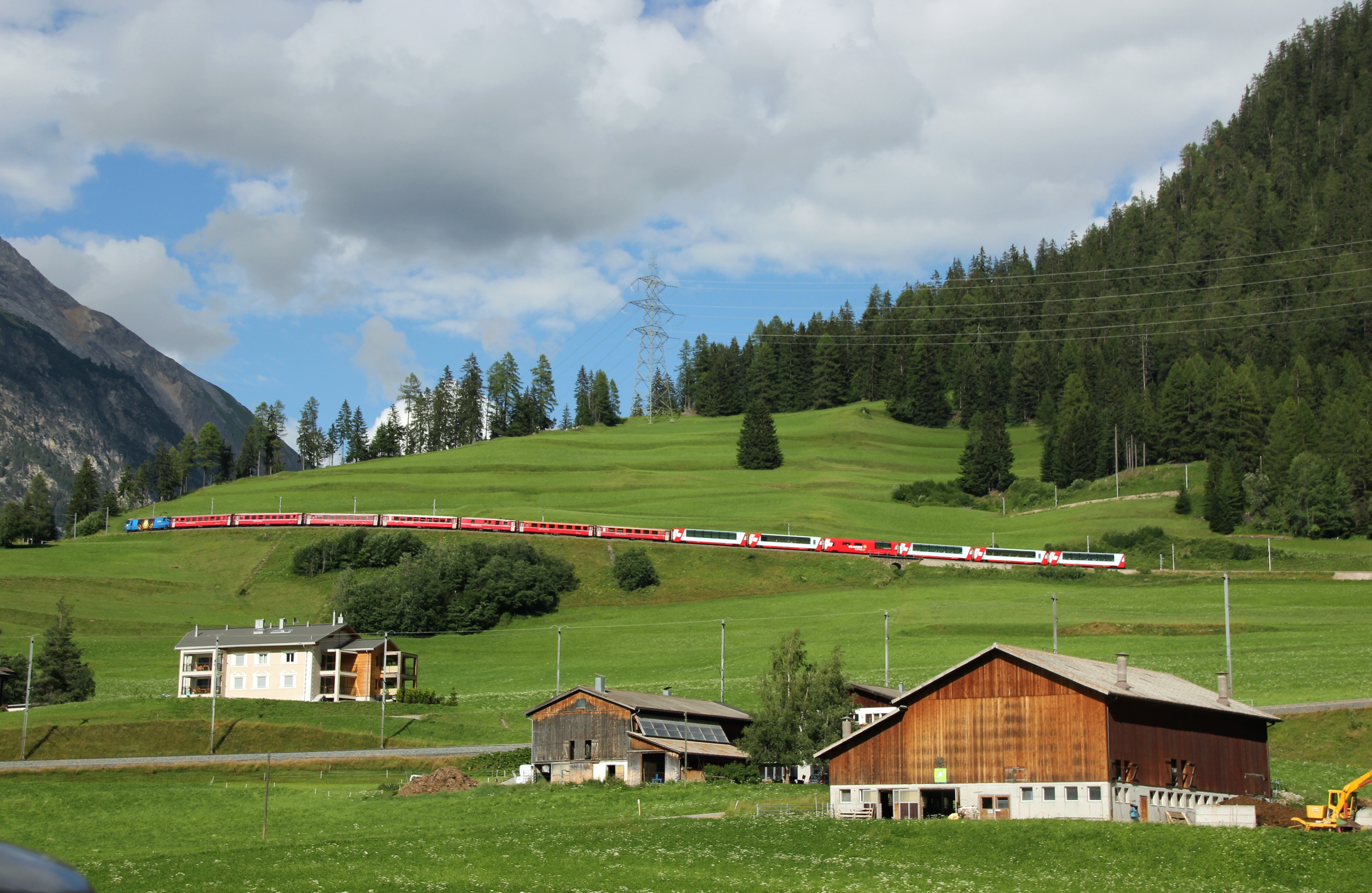
Glacier Express nedaleko Bergünu

Ledovcový expres protíná dvě hlavní evropská rozvodí: mezi povodím západního Středozemního moře (Rhôna), Atlantského oceánu (Rýn) a Černého moře (Dunaj) a končí nedaleko rozvodí Jaderského moře, které protíná Berninská dráha. 
Trasa vlaku začíná v horském středisku Zermatt v nadmořské výšce přes 1600 metrů. Odtud vlak vyjíždí převážně severním směrem údolím Mattertal a podél řeky Matter Vispa klesá ke Staldenu. Zde se z pravé strany připojuje boční údolí Saastal a vzniká údolí Vispertal, které vlak dovede až do stanice Visp ve stejnojmenném městě, nacházející se v širokém údolí řeky Rhôny ve výšce 650 metrů nad mořem. Ve Vispu se trasa stáčí do severovýchodního směru a po několika kilometrech vlak zastavuje v Brigu, který je první zastávkou na trase. Až do roku 2007 vlak musel vykonat ve stanici Brig úvrať spojenou se změnou směru jízdy; po zprovoznění nové spojky téhož roku již není tento úkon nutný.
Po odjezdu z Brigu stoupá Glacier Express proti proudu Rhôny oblastí Goms až do stanice Oberwald (1366 m n. m.), u níž se nachází západní portál úpatního tunelu Furka. Více než 15 kilometrů dlouhý tunel vlak dovede pod třítisícovými vrcholy do Realpu (1538 m n. m.). V tunelu zároveň protne hranici kantonů Valais a Uri. Z Realpu vlak opět pozvolna klesá do Andermattu (1436 m n. m.), který je další zastávkou.

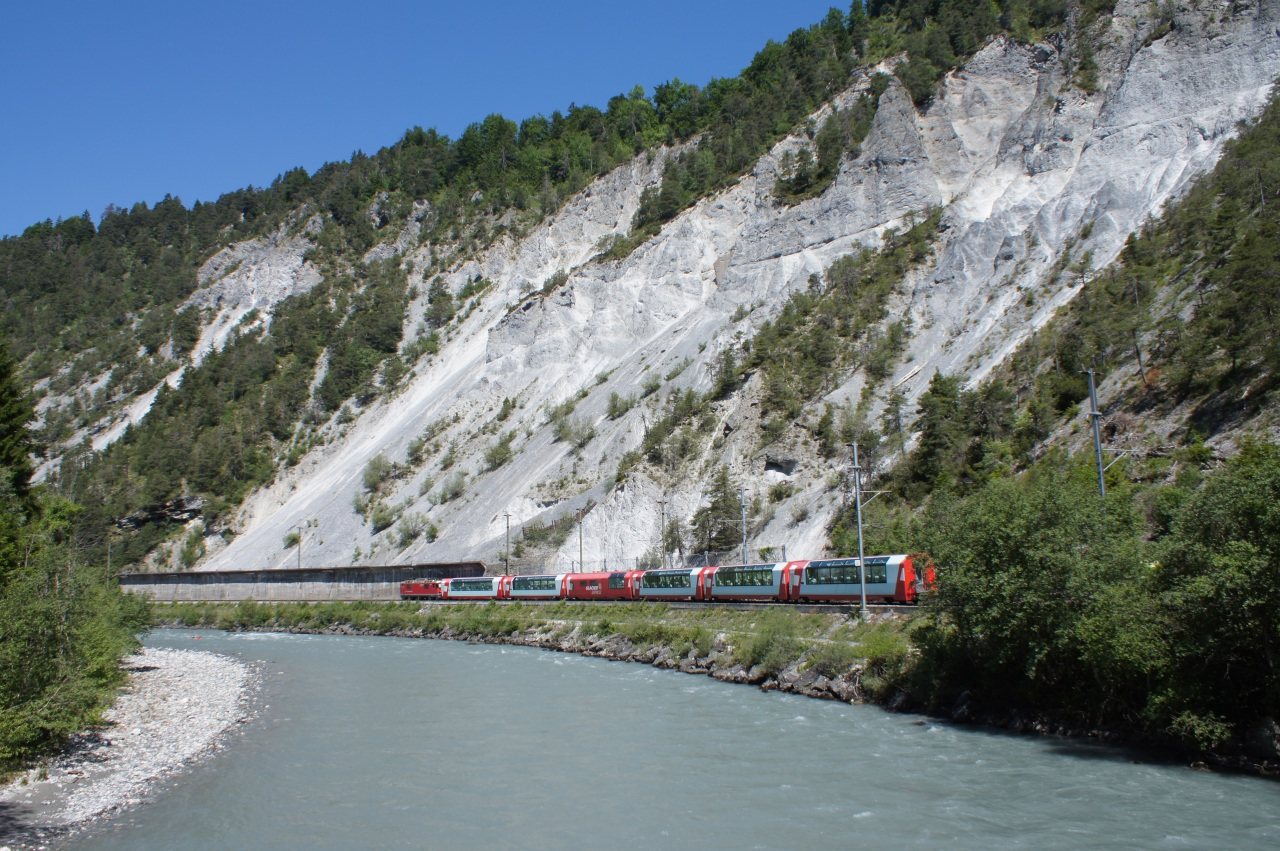
Vlak při průjezdu soutěskou Ruinaulta

Mezi Andermattem a stanicí Oberalppass, jež je s 2033 metry nad mořem nejvýše položenou stanicí na trase Glacier Expressu, vlak překonává na necelých 10 kilometrech převýšení 600 metrů. K jeho překonání slouží mimo jiné i ozubnicové úseky. Vrcholová stanice se nachází na břehu jezera Oberalpsee. Oberalpský průsmyk je také hranicí kantonů Uri a Graubünden. Z průsmyku Oberalp opět následuje podobně prudké klesání o více než 900 výškových metrů přes známé lyžařské středisko Sedrun do Disentisu (1130 m n. m.). Disentis je známý svým benediktinským klášterem a na trase Glacier Expressu je jednou z nejvýznamnějších zastávek – svou jízdu zde končí ozubnicová lokomotiva společnosti Matterhorn Gotthard Bahn a do čela vlaku se pro další jízdu postaví již čistě adhezní stroj Rhétské dráhy.
Z Disentisu vlak dále klesá údolím Předního Rýna oblastí zvanou Surselva. Projíždí jejím centrem, městečkem Ilanz, a krátce za ním vjíždí do Rýnské soutěsky, zvané v místním rétorománském dialektu Ruinaulta. Soutěsku opouští u obce Tamins, po mostě překoná Přední Rýn a přes Domat/Ems přijíždí do Churu, největšího a nejníže položeného (584 m n. m.) města na trase a hlavního města kantonu Graubünden. Zde vlak vykonává úvrať a po přepřažení lokomotivy na druhý konec vlaku projíždí úsekem trati Chur – Reichenau-Tamins podruhé.
V Churu zároveň dochází k výrazně změně směru jízdy: doposud vedla převážná většina cesty vlaku na východ a severovýchod, z Churu se však vrací na západ a ve stanici Reichenau-Tamins se trasa stáčí na jih až jihovýchod. Průjezdem městečkem Thusis se Glacier Express dostává na světoznámou Albulskou dráhu, která jej dovede až do cílové stanice, Svatého Mořice. Albulská dráha je pro svou vysokou technickou i historickou hodnotu od roku 2008 zapsána na seznam světového dědictví UNESCO.
Za Thusis trať nejprve prochází soutěskou řeky Albula, za kterou se nachází stanice Tiefencastel, další zastávka na trase. Od Tiefencastelu vlak stoupá po úbočí albulského údolí a krátce před stanicí Filisur najíždí na viadukt Landwasser, překonávající stejnojmennou řeku. Viadukt se nachází v ostrém pravotočivém oblouku a vlak zde proto musí zpomalit až na 30 km/h. Po další zastávce ve Filisuru (1080 m n. m.) začíná náročné stoupání k Albulskému průsmyku, kdy vlak na zhruba 20 kilometrech vystoupá o více než 700 výškových metrů bez použití ozubnice. Dociluje toho pomocí soustavy smyček a tunelů, kdy trať nadjíždí celkem pětkrát sama sebe a postupně stoupá přes obec Bergün stále se zužujícím údolím řeky Albula. Za stanicí Preda vjíždí do vrcholového tunelu Albula, který vlak dovede do údolí Val Bever. Albulský tunel měří necelých 6 kilometrů a poblíž jeho východního portálu u osady Spinas se nachází nejvyšší bod Albulské dráhy v nadmořské výšce 1820 metrů. Boční údolí končí v obci Bever, která je branou do údolí Engadin. Po několika kilometrech vlak zastavuje v Samedanu (1715 m n. m.), železničním uzlu Dolního Engadinu. Ze Samedanu následuje závěrečné, zhruba pětikilometrové stoupání, které končí na vjezdu do stanice St. Moritz, jež je cílovou stanicí Glacier Expressu. Její nadmořská výška činí 1775 metrů a je tak nejvýše položenou městskou železniční stanicí v Evropě.
Projetí celé trasy z Zermattu do Svatého Mořice trvá přibližně 8 hodin.

## Současnost

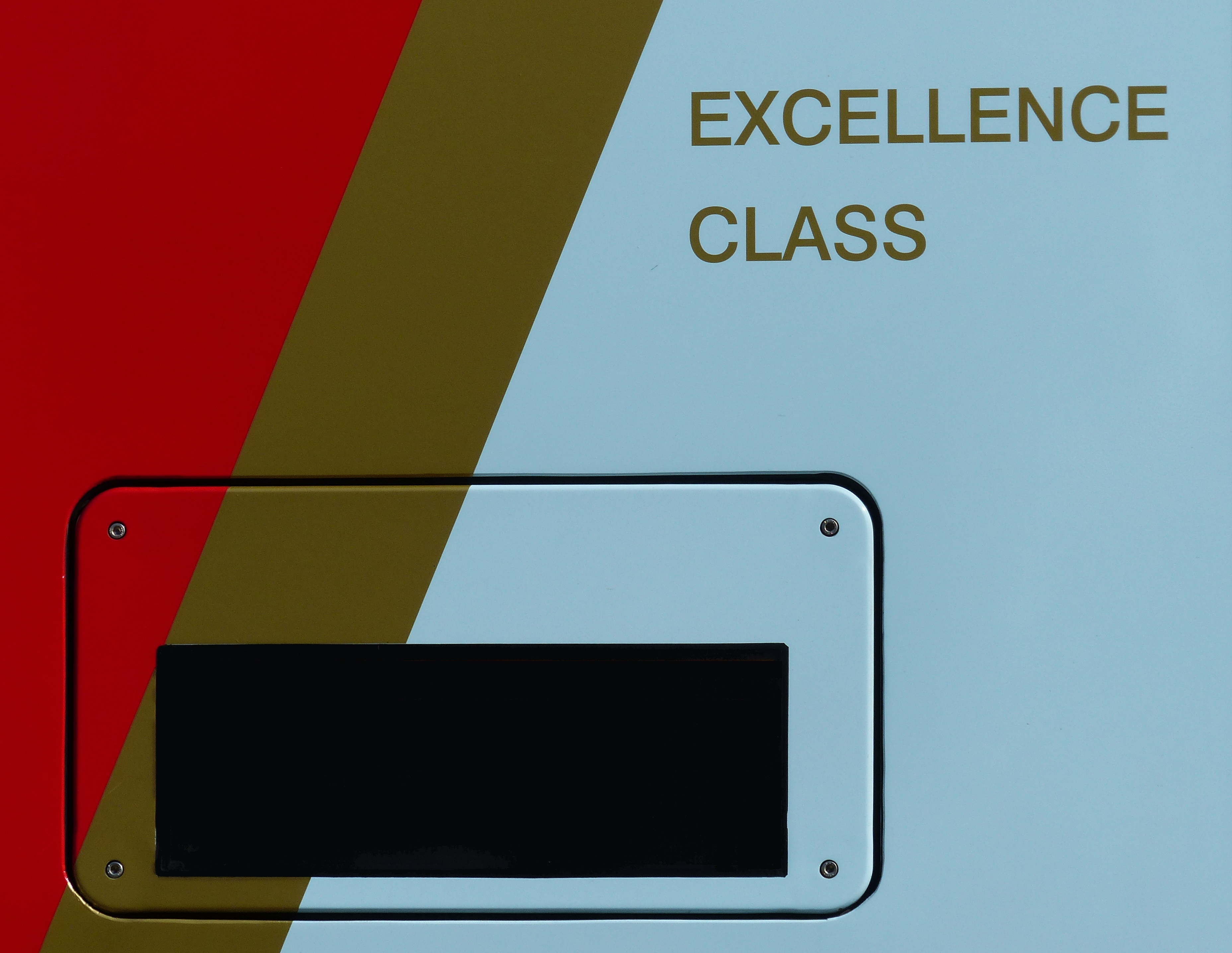
Označení vozu Excellence Class

Od roku 2019 jezdí pár vlaků 902/903 mezi Zermattem a Svatým Mořicem od března do října s vozem třídy Excellence. Za tímto účelem byly vozy Bp 2538 (RhB) a 4068 (MGB) rekonstruovány a přeznačeny na Aps 1321 a 4046. Bylo instalováno 20 nových míst u stolů pro dva a bar. Na jednom konci vozu byl zrušen přechod s měchy, protože je tento vůz vždy zařazen na jednom z konců soupravy. Příplatek 420 švýcarských franků k jízdence 1. třídy zahrnuje menu a další gastronomické služby. Zvenčí lze vozy poznat podle dalších zlatých diagonálních pruhů.
Kromě pravidelných spojů jsou v provozu příležitostně i nostalgické soupravy (Alpine Classic Glacier Express, Nostalgie Glacier Express).
Tratě RhB a MGB (včetně původní trati Furka) jsou metrového rozchodu; provoz u RhB je jen adhezní, zatímco u MGB smíšený – v úsecích s velkým sklonem (až 110 promile) je využita ozubnice (systém Abt). Ve stanici Disentis/Mustér, kde se stýkají tratě společností RhB a MGB, dochází k výměně lokomotivy. Po tratích RhB je vlak pravidelně veden strojem řady Ge 4/4II, MGB na vlaky nasazuje své ozubnicové lokomotivy řady HGe 4/4 II. V případě potřeby připojení posilových vozů (zájezdy, objednané skupiny) vlak může být veden také dvojicemi lokomotiv.

## Nehoda u Fiesch

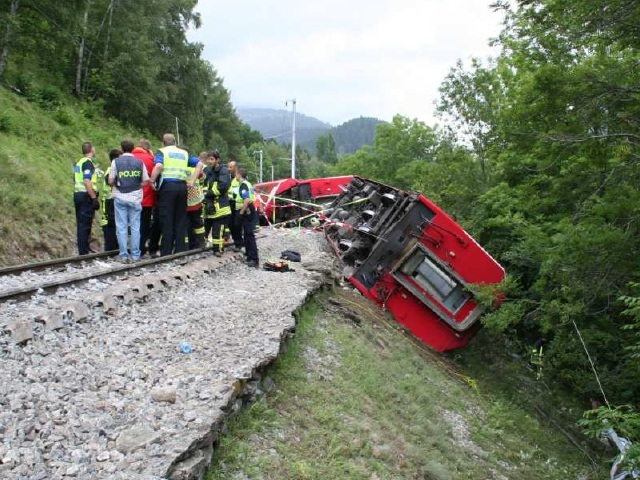
Převrácené vozy po nehodě

23. července 2010 došlo před polednem u vlaku GEX 906, jedoucího z Zermattu do Svatého Mořice, v úseku mezi obcemi Lax a Fiesch k nehodě, při které vykolejily poslední tři panoramatické vozy. Poslední vůz se při nehodě převrátil úplně, předposlední dolehl na boční stěnu. Příčina této nehody nebyla bezprostředně zjištěna a poškozené vozy byly odtaženy do depa v Brigu, kde byly podrobeny zkoumání. Při nehodě zemřela na místě 64letá Japonka a dalších 40 osob bylo zraněno: 28 Japonců (z toho 9 zraněno vážně), 5 Švýcarů, 4 Španělé, 2 Rakušané a jedna osoba indické národnosti. Nehoda vyvolala i značný zájem světových a hlavně japonských médií.
Vyšetřování nehody
- 25. července 2010 - jednou z možných příčin nehody je chybně provedená údržba štěrkového podloží, která se prováděla několik dní před nehodou. V úvahu připadá i možnost vlivu vibrací při průjezdu soupravy, které rozrušily podloží.[24]
- 26. července 2010 - vyšetřovací komise si vyžádala zprávu od geologických a meteorologických institucí o situaci v době nehody.[25]
- 27. července 2010 - detailní prohlídka poškozených vozů nepřinesla zjištění, které by ukazovaly na technickou závadu některého z vykolejených vozů soupravy. Ačkoliv má společnost MGB k dispozici záznam tachografu, doposud jej nezveřejnila. V úseku, kde došlo k nehodě, je povolena maximální rychlost 35 km/h. Vzhledem k poškození kolejového svršku, způsobeno při vykolejení, není možno zpětně stanovit, zda jeho stav byl příčinou nehody. Experti na vyšetřování uvádějí i to, že pokud by strojvedoucí zjistil deformace kolejí po projetí oblouku, nestačil by snížit rychlost.[26]
- 28. července 2010 - po vyhodnocení tachografu se vyšetřující komise přiklání k chybě strojvedoucího. Opětovné uvedení tratě do provozu již v neděli vyvolalo značně negativní reakce z japonské strany. Rychlé zprovoznění označují jako drzost a urážku obětí nehody.[27]
- 30. července 2010 - zpráva o příčině nehody uvádí, že za nehodu je odpovědný strojvedoucí vlaku, který jel příliš rychle v úseku, kde je povolena rychlost pouze 35 km/h. Možná trestní odpovědnost strojvedoucího, který pracoval u MGB 8 let, je stále zkoumána. Vliv klimatických podmínek v době nehody byl vyloučen a ani nebylo zjištěno, že by kolejový svršek byl ve stavu, v němž by mohl způsobit nehodu.

Zpráva MGB k nehodě
Zpráva byla vydána 30. července 2010. Vyšetřující orgány zjistily, že strojvedoucí v místě nehody jel vysokou rychlostí, což vedlo k vykolejení. V konkrétním místě je povolena maximální rychlost 35 km/h v oblouku a až na přímém úseku je povoleno zrychlení na 55 km/h.
Analýzou záznamu tachografu bylo shledáno, že v místě, kde je traťová rychlost omezena na 35 km/h, jel strojvedoucí vyšší rychlostí než povolenou. V místě výjezdu z oblouku strojvedoucí příliš brzo zrychlil až na rychlost 55 km/h, a to ještě v době, kdy zadní část soupravy byla ještě v úseku s povolenou nižší rychlostí. Odstředivá síla u posledního vozu při předčasném zrychlení v oblouku byla tak velká, že vlivem jejího působení došlo k převrácení posledního vozu a ten strhl i dva vozy před sebou.
Úřad pro vyšetřování nehod drah a lodí (Unfalluntersuchungsstelle Bahnen und Schiffe) zveřejnil závěry vyšetřování této nehody. Vlak začal zrychlovat v době, kdy se konec vlaku nacházel více než 200 metrů před místem dovolujícím zvýšení rychlosti z 35 na 55 km/h. Simulace ukázaly, že při rychlosti nižší než 50 km/h by ještě k převrácení vozu nedošlo. Technický stav vozidel ani trati neměl na událost vliv. Ačkoliv svršek nebyl v ideálním stavu, odpovídal předpisům. 
Škody na infrastruktuře dosáhly 150 000 franků, dva vozy byly zrušeny.

## Galerie

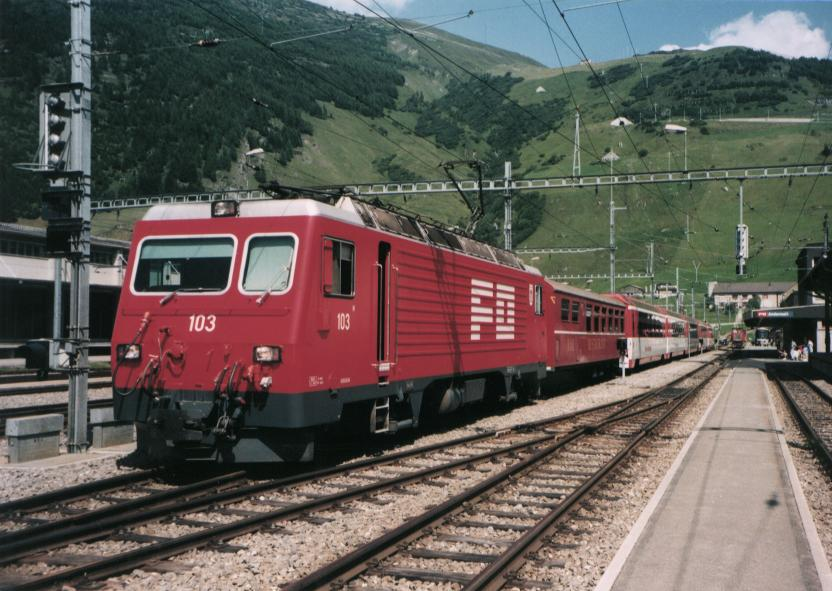
Glacier Express v Andermattu
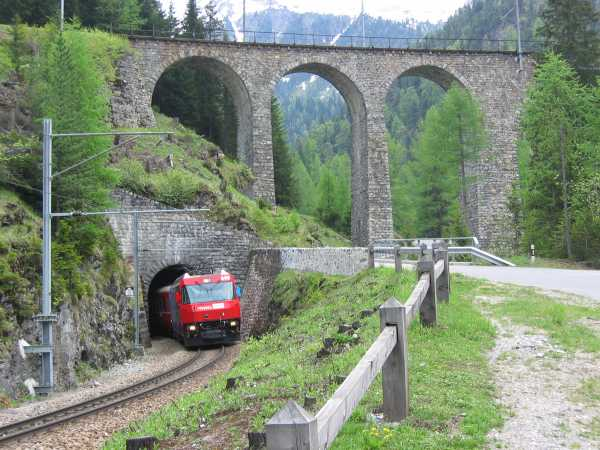
Úsek trati mezi stanicemi Bergün a Preda
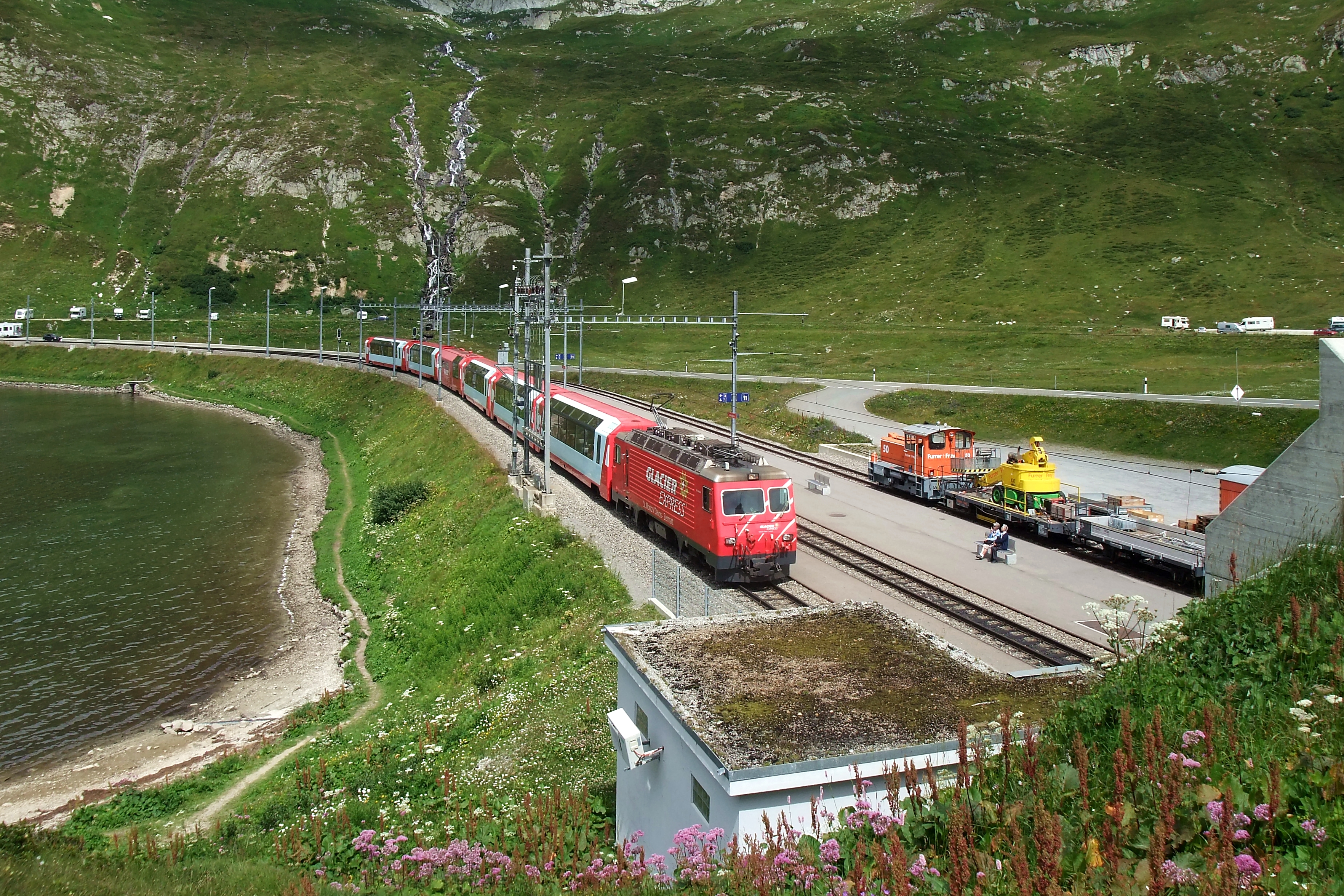
Glacier Express při průjezdu vrcholovou stanicí Oberalppass
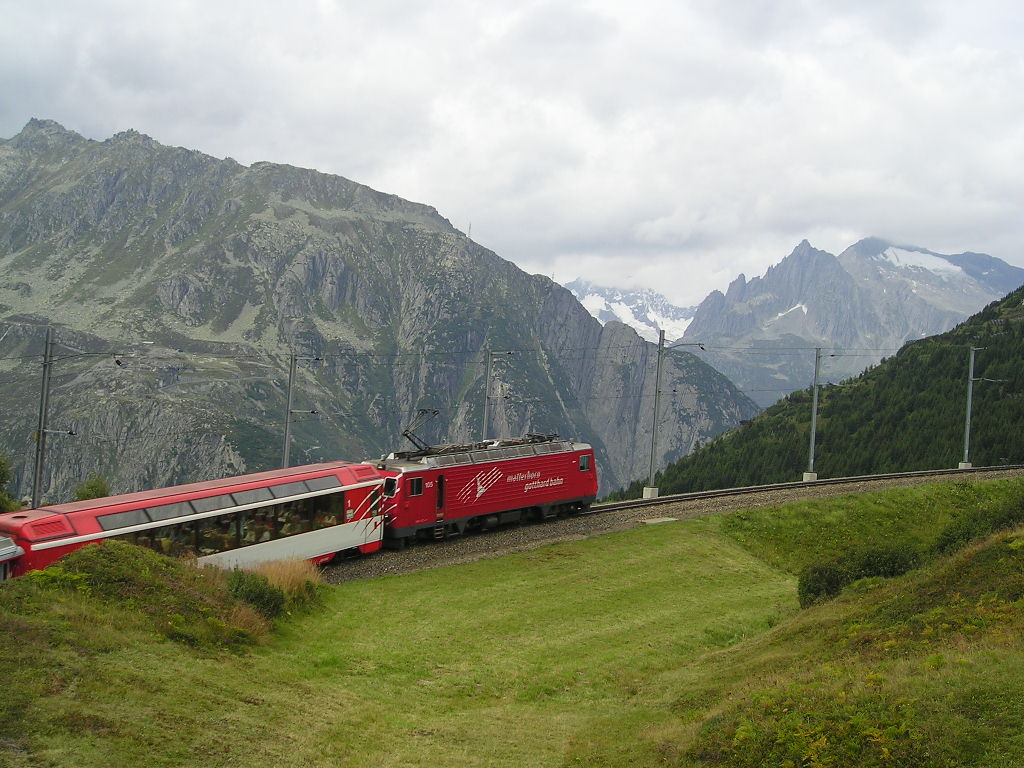
Vlak před stanicí Nätschen
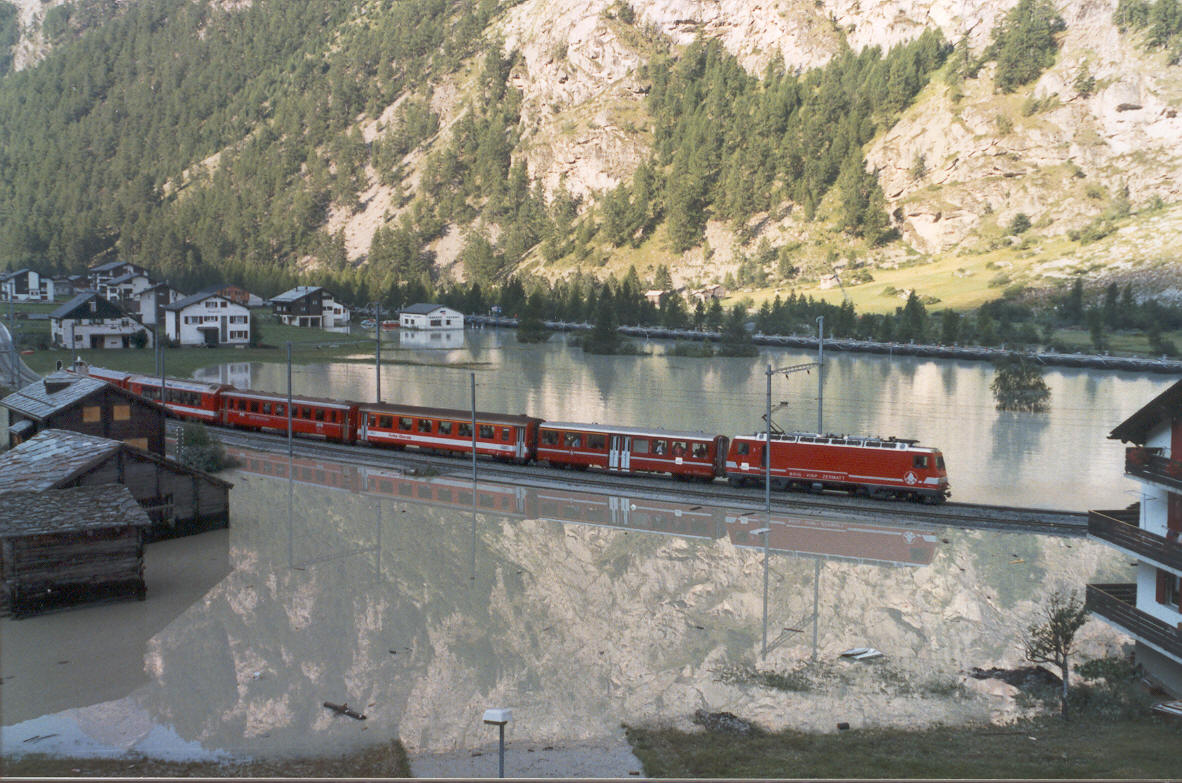
Glacier Express u stanice Randa (1991)
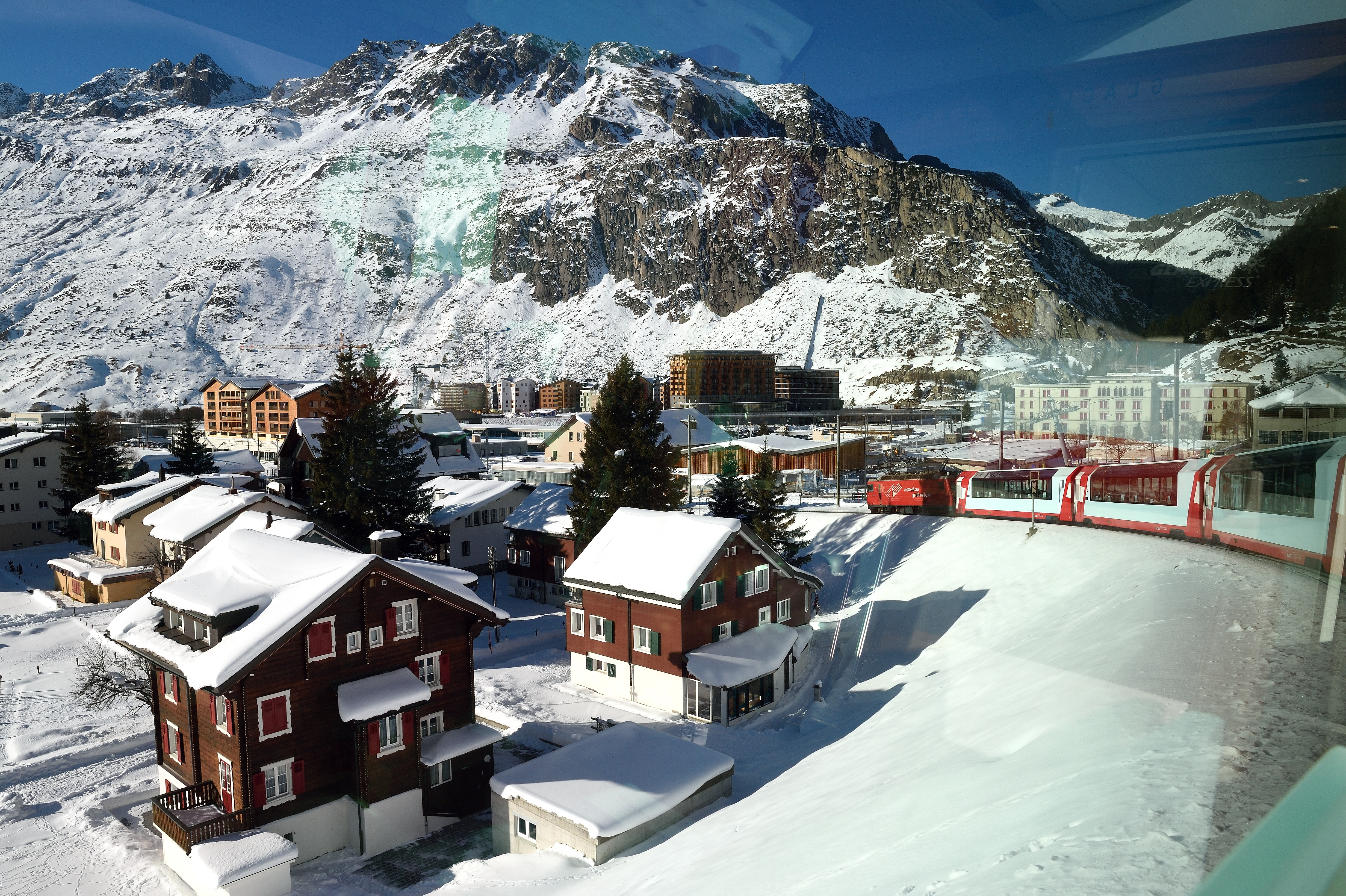
Příjezd vlaku do Andermattu